# Liam Corrigan
Liam Corrigan (Toronto, Canadá, 11 de septiembre de 1997) es un deportista estadounidense que compite en remo.
Participó en dos Juegos Olímpicos de Verano, obteniendo una medalla de oro en París 2024, en la prueba de cuatro sin timonel, y el cuarto lugar en Tokio 2020, en la prueba de ocho con timonel.
Ganó una medalla de plata en el Campeonato Mundial de Remo de 2023, en la prueba de cuatro sin timonel.

## Palmarés internacional
| Juegos Olímpicos   | Juegos Olímpicos  | Juegos Olímpicos | Juegos Olímpicos   |
| Año                | Lugar             | Medalla          | Prueba             |
| ------------------ | ----------------- | ---------------- | ------------------ |
| 2024               | París (Francia)   | Medalla de oro   | Cuatro sin timonel |
| Campeonato Mundial |                   |                  |                    |
| Año                | Lugar             | Medalla          | Prueba             |
| 2023               | Belgrado (Serbia) | Medalla de plata | Cuatro sin timonel |